# 美丽水锦树
美丽水锦树（学名：Wendlandia speciosa）为茜草科水锦树属下的一个种。其种加词“speciosa”意为“外表美丽的”。